# Henry Francis Fynn
Henry Francis Fynn (* 29. März 1803 in Grosvenor Square, London; † 20. September 1861 in Durban, Kolonie Natal) war ein englischer Reisender und Händler. Sein Tagebuch umfasst die Zeit von 1824 bis 1836 und ist die Geschichte des ersten weißen Siedlers in Natal, der früheste Bericht über das Leben in Natal. Es liefert die beste zeitgenössische Schilderung Shakas, der die Nation und das Reich der Zulu in Südafrika gründete.

## Tagebuch
- James Stuart und D. McK. Malcolm (eds.): The Diary of Henry Francis Fynn. Pietermaritzburg: Shuter & Shooter 1950. (Compiled from original sources and edited by ....)
- Chaka, roi des Zoulous (durchgesehen und mit Anmerkungen von F.-X. Fauvelle-Aymar), Toulouse: Anacharsis 2004.